# Xıncab
Xıncab – gmina (azer. bələdiyyə) i wieś (kənd) w zachodnim Azerbejdżanie, w Nachiczewańskiej Republice Autonomicznej, w rejonie Kəngərli, stanowiąca siedzibę wiejskiego okręgu terytorialnego (kənd ərazi dairəsi) o tej samej nazwie. Jest jedną z dwóch miejscowości, obok wsi Təzəkənd, tworzących wiejski okręg terytorialny i gminę.
Wiejski okręg terytorialny Xıncab utworzono 1 marca 2003 w rejonie Babək. 19 marca 2004 okręg ten odłączono z rejonu Babək i przyłączono do nowo utworzonego rejonu Kəngərli.
W klasyfikacji Azərbaycan Respublikası Dövlət Statistika Komitəsi (w wolnym tłum. „Państwowy Komitet Statystyczny Republiki Azerbejdżanu”) gminie nadano unikalny kod 10802007, a wsi 10802018.